# Eutrichota shandanensis
Eutrichota shandanensis är en tvåvingeart som beskrevs av Jin 1985. Eutrichota shandanensis ingår i släktet Eutrichota och familjen blomsterflugor. Inga underarter finns listade i Catalogue of Life.